# Місія на Марс (роман)
«Місія на Марс» (англ. Mission to Mars) — дитячий науково-фантастичний роман Патріка Мура, виданий Burke 1955 року. Перша з шести книг серії Моріса Грея.
Події в романі розгортаються спочатку на Землі, а потім — на Марсі. Період, описаний у романі, 1968 рік — два роки опісля висадки людини на Місяць.

## Сюжет
Моріс Грей, юний нещодавно осиротілий англієць, приїжджає на ракетну базу Вумера в Австралії, щоб познайомитися зі своїм єдиним відомим родичем, доктором Леслі Йорком, який працює вченим на базі. Він дізнається від техніка-радариста Брюса Талбота, що д-р Йорк у даний час знаходиться в експедиції на Марсі на кораблі «Гермес».
Прослуховуючи неодноразово радіо, Морис чує фрагментарне повідомлення від експедиції, зашифроване азбукою Морзе. Експедиція повідомляє, що їх корабель приземлився, але був пошкоджений та вийшов з ладу. Також вони мають обмежені запаси повітря.
Завдяки незначній вазі та знанню радіоелектроніки головний контролер сер Л. Р. Ланнер переконаний, що Моріс зможе приєднатися до рятувальної місії разом з Брюсом та д-ром Девідом Меллором на борту атомного корабля «Арес».
Подорож як і очікувалося, окрім відльоту з баси, йде не за планом; Моріс рятує Брюса, коли останній втрачає свою лінію безпеки. Ця ситуація дає екіпажу змогу стати ближче один для одного.
Під час посадки вони проходять через так званий «фіолетовий шар» — частину марсіанської атмосфери, яка пошкоджує їх. Вони приземляються, але їх радари зазнають пошкодження, без ремонту не обійтися. Водночас вони виявили, що шар містить потужне магнітне поле, яке також, ймовірно, пошкодило й «Гермес».
Досліджуючи Марса пішки, Морис та Брюс майже замерзли під час холодної ночі, коли пилова буря затримує їх та травмує Брюса. Вони виходять на нетривалий радіозв'язок з Йорком, який повідомляє, що через декілька годин запаси повітря закінчаться. Вони вирушають на порятунок інших.
У подорожі вони стикаються з м'ясоїдними брюхоногами та літаючими істотами, схожими на птеродактелів. Вони стають свідком нападу одного з брюхоногих на одне з літаючих створінь, яке рятує експедицію, за що останні дають йому ім'я Горацій. Не в змозі знайти «Гермес», вони повертаються до корабля, де Горацій та декілька інших істот демонструють ознаки інтелекту.
Йорк, Віттон та Найт, знаходяться в критично слабкому стані. Вони знаходять «Гермес», при цьому виявляють на кораблі не пошкоджені радарні системи, і повертаються до «Аресу». Незважаючи на додатковий вагу, рятувальній експедиції вдається злетіти та повернутися на Землю.
Зібрані залишки одним з учасників експедиції, досліджуються й припускається, що вони були частиною крилатого інтелектуального гуманоїда — можливо, одного з віддалених предків «Горація».
Моріс, тепер в захопленні від Марса, отримає запрошення приєднатися до співробітників Вумера.